# إدي بريفوست
إدي بريفوست (بالإنجليزية: Eddie Prévost)‏ هو فنان إيقاعي وطبال بريطاني، ولد في 22 يونيو 1942 في هيتشن في المملكة المتحدة.

## وصلات خارجية
- إدي بريفوست على موقع ميوزك برينز (الإنجليزية)
- إدي بريفوست على موقع أول ميوزيك (الإنجليزية)
- إدي بريفوست على موقع ديسكوغز (الإنجليزية)